# Пискарёв, Сергей Леонидович
Сергей Леонидович Пискарёв (род. 31 августа 1972 года) — таджикский и российский футболист, защитник. Выступал за сборную Таджикистана.

## Клубная карьера
Начинал карьеру в клубе «Памир» из Душанбе. За эту команду он провёл один матч за два сезона в первенстве СССР, а также сыграл восемнадцать игр за дубль. В 1992 году перешёл в клуб «Авангард» из Коломны, за который провёл три сезона и сыграл больше ста матчей. В 1995 году перебрался в раменский «Сатурн», которому помог добыть путёвку в премьер-лигу. Затем вернулся в Коломну, где выступал за местный клуб до 2003 года. После одного сезона в «Энергетике» он опять вернулся в «Коломну», за которую выступал до 2009 года.
Сезон-2010 провёл в команде «Непецино», а в 2011 году снова перешёл в «Коломну». В 2013 году стал игроком московской любительской команды «Памир», за которую преимущественно выступают футболисты таджикского происхождения.
За национальную сборную Таджикистана провёл восемь матчей в 1996—1997 годах.

## Достижения
- Победитель первого дивизиона (1): 1998